# Procandea ochracea
Procandea ochracea är en insektsart som beskrevs av Young 1968. Procandea ochracea ingår i släktet Procandea och familjen dvärgstritar.
Artens utbredningsområde är Peru. Inga underarter finns listade i Catalogue of Life.